# آنا ملیکیان
آنا ملیکیان (ارمنی: Աննա Մելիքյան؛ زادهٔ ۸ فوریهٔ ۱۹۷۶) یک کارگردان سینما و تلویزیون و تهیه‌کننده اهل ارمنستان-روسیه است که جوایز متعددی را کسب نموده است.
ملیکیان پس از حضور در جشنواره فیلم ساندنس، توسط مجله ورایتی در فهرست ده کارگردان برتر قرار گرفت. وی در مدرسه فیلم مؤسسه سینمایی گراسیموف در مسکو تحصیل نموده است.

## جوایز
- جشنواره بین‌المللی فیلم برلین، ۲۰۰۸، فدراسیون بین‌المللی منتقدان فیلم جایزه بخاطر پری دریایی (۲۰۰۷)
- جایزه ویژه هیئت داوران از جشنواره بین‌المللی فیلم کوتاه کلرمون-فران، ۲۰۰۱، بخاطر Poste restante (۲۰۰۰)
- جشنواره بین‌المللی فیلم زردآلوی طلایی ایروان، ۲۰۰۸، بخاطر پری دریایی (۲۰۰۷)
- جایزه دوربین مستقل از جشنواره فیلم کارلووی واری، ۲۰۰۸، بخاطر پری دریایی (۲۰۰۷)
- جایزه بهترین فیلم کوتاه تجربی از جشنواره بین‌المللی فیلم ملبورن، ۲۰۰۱، بخاطر Poste restante (۲۰۰۰)
- جایزه بزرگ از جشنواره بین‌المللی فیلم صوفیه، ۲۰۰۸، بخاطر پری دریایی (۲۰۰۷)
- جایزه کارگردانی سینما-دراماتیک جهان از جشنواره فیلم ساندنس، ۲۰۰۸، بخاطر پری دریایی (۲۰۰۷)

## بخشی از فیلمشناسی
- مریخ (۲۰۰۴)
- پری دریایی (۲۰۰۷)
- دربارهٔ عشق (۲۰۱۵)

## پیوند
- آنا ملیکیان در بانک اطلاعات اینترنتی فیلم‌ها (IMDb)
- Anna Melikian's "Mermaid" Won A Prize
- Biography in Russian
- Interview with Melikian